# Peix gat llistat

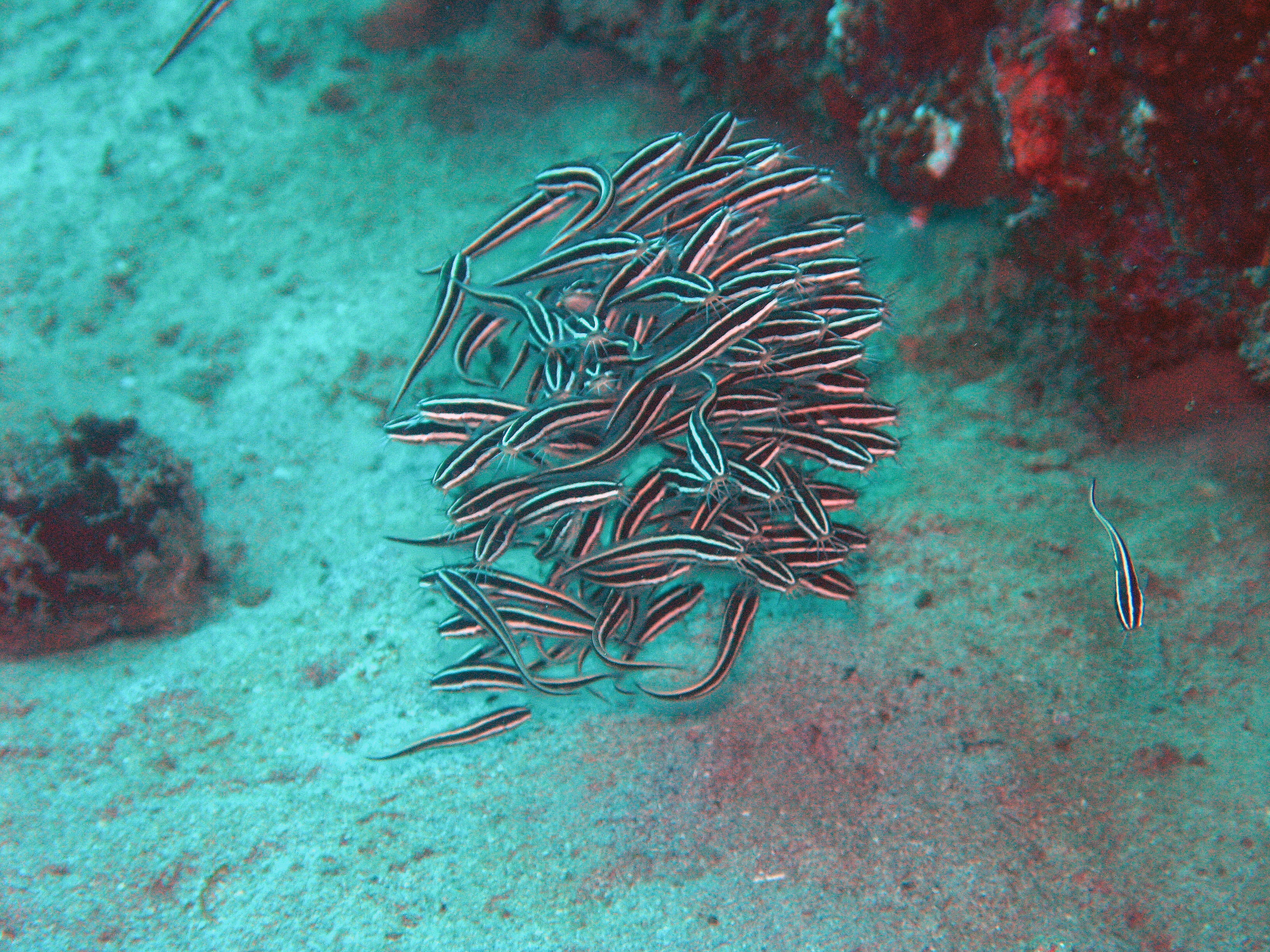
Exemplars fotografiats a Manado (nord de Sulawesi, Indonèsia).

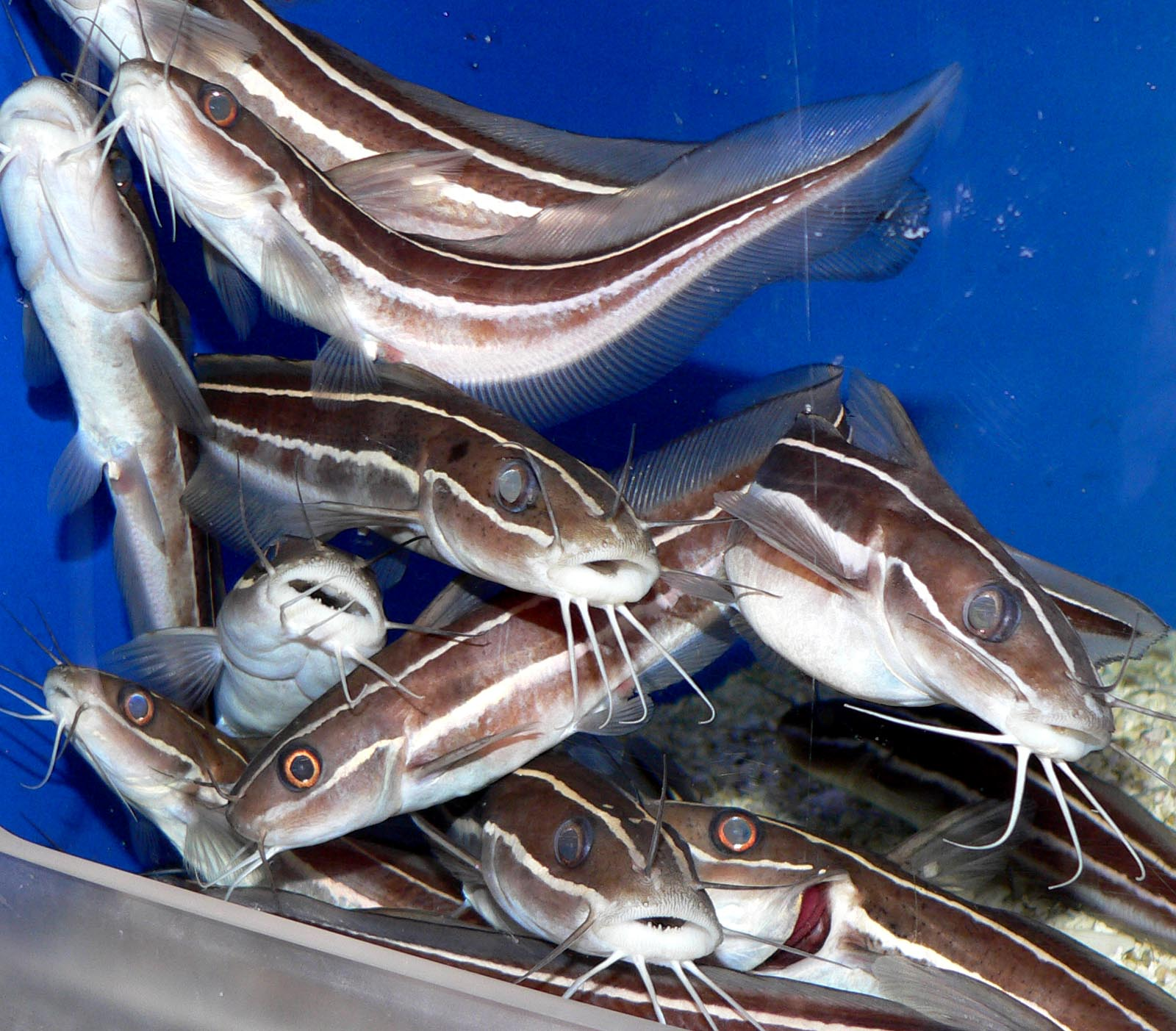
Grup de peixos gat llistats a l'aquàrium Steinhart de San Francisco

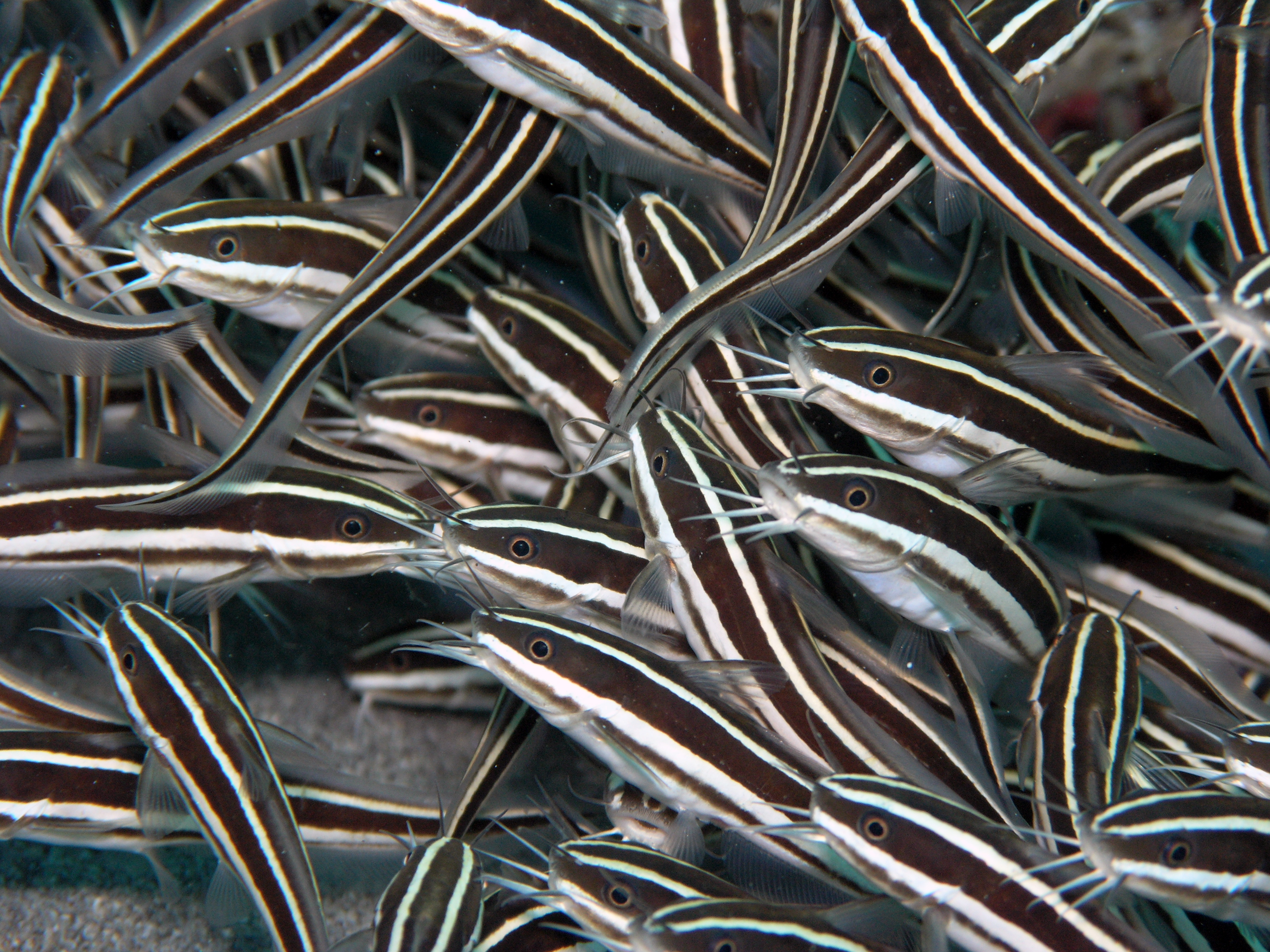
Mola fotografiada al nord de Sulawesi (Indonèsia).

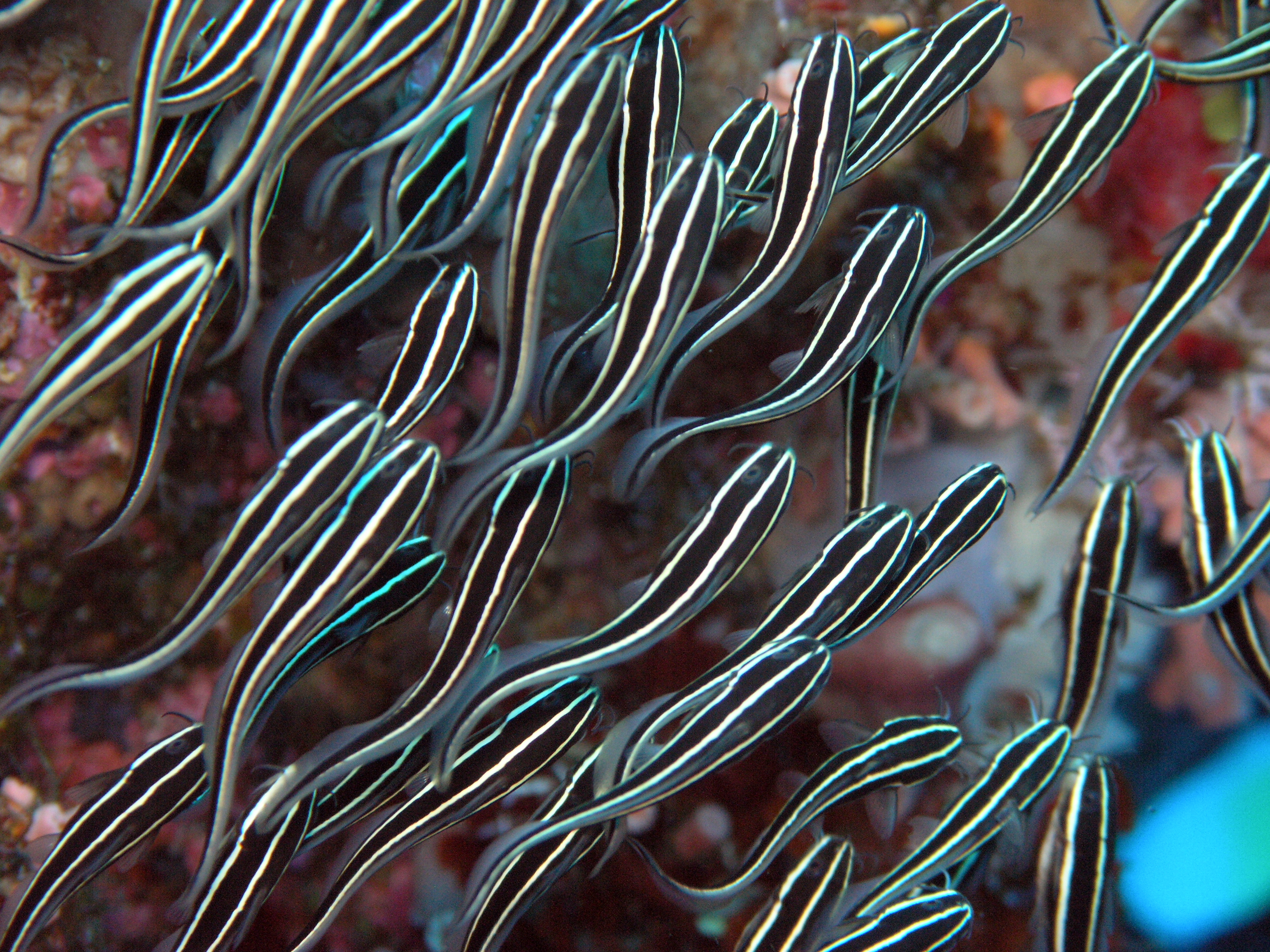
Vista superior d'un grup de peixos gat llistats a Manado, Indonèsia

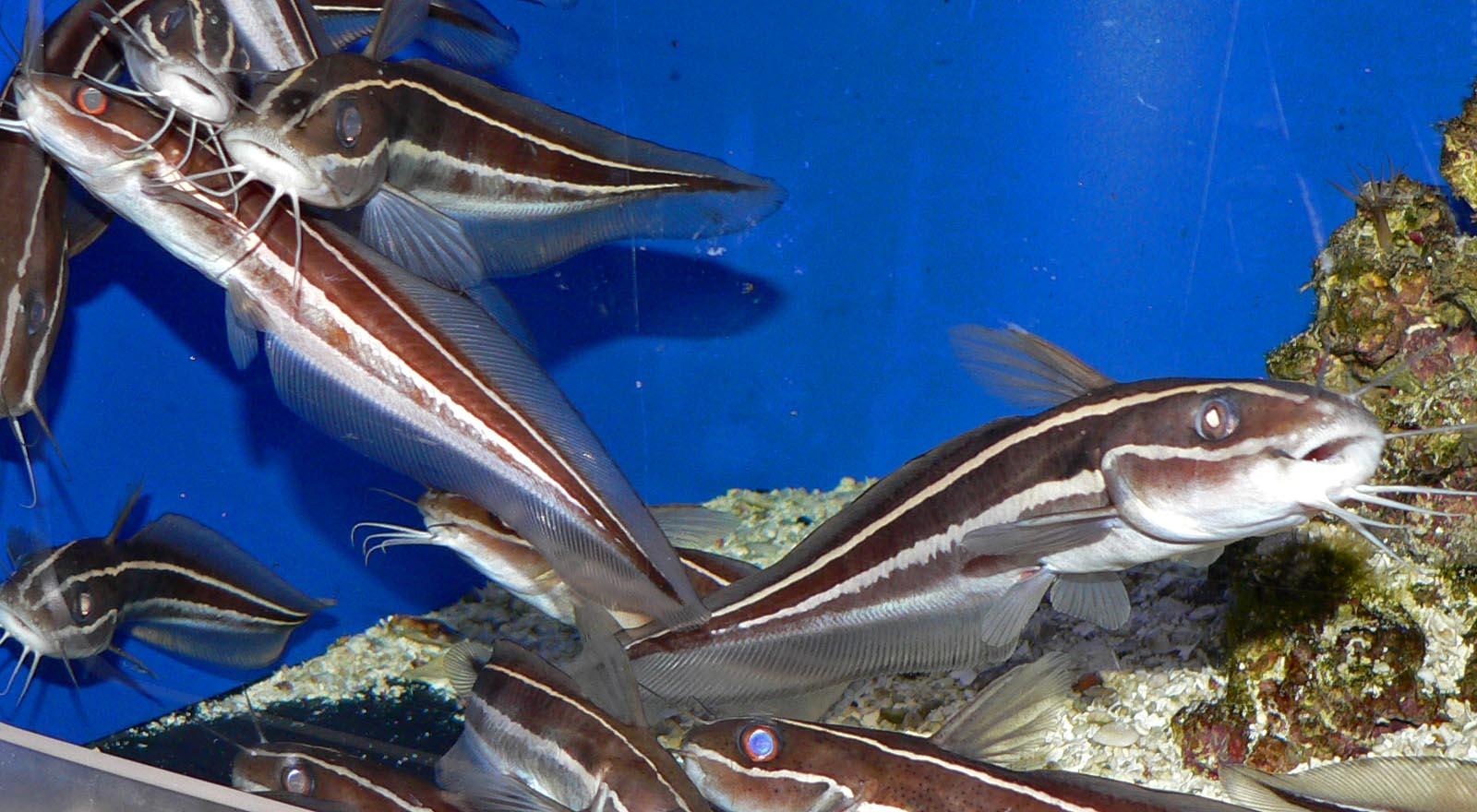
Grup de peixos gat llistats

El peix gat llistat (Plotosus lineatus) és una espècie de peix de la família dels plotòsids i de l'ordre dels siluriformes.

## Morfologia
- Els mascles poden assolir els 32 o 35 cm de llargària total.[1][2][3]
- Quan són immadurs són completament negres. A mesura que maduren esdevenen marrons i apareixen ratlles horitzontals de color groc o blanc. Una vegada és adult, la brillantor dels colors s'esvaeix.[4]

## Reproducció
És ovípar i, en el seu hàbitat natural, excava nius per dipositar-hi els ous.

## Alimentació
S'alimenta principalment d'algues i d'invertebrats bentònics, tot i que els exemplars grossos també mengen peixos petits.

## Hàbitat
És l'únic siluriforme que es pot trobar en els esculls de corall.

## Distribució geogràfica
Es troba des del Mar Roig i l'Àfrica oriental fins a Samoa, el sud del Japó, el sud de Corea, Austràlia i Micronèsia (Palau i Yap). També ha estat observat en hàbitats d'aigua dolça de l'Àfrica oriental (llac Malawi) i de Madagascar. Ha colonitzat les costes mediterrànies d'Israel des del Mar Roig a través del Canal de Suez.

## Observacions
Les picades d'aquest peix poden arribar a ésser mortals.